# Cheverly
Cheverly és una població dels Estats Units a l'estat de Maryland. Segons el cens del 2000 tenia 6.433 habitants.

## Demografia
Segons el cens del 2000, Cheverly tenia 6.433 habitants, 2.258 habitatges, i 1.637 famílies. La densitat de població era de 1.839,8 habitants per km².
Dels 2.258 habitatges en un 39,8% hi vivien nens de menys de 18 anys, en un 48,8% hi vivien parelles casades, en un 17,1% dones solteres, i en un 27,5% no eren unitats familiars. En el 20,4% dels habitatges hi vivien persones soles el 4,7% de les quals corresponia a persones de 65 anys o més que vivien soles. El nombre mitjà de persones vivint en cada habitatge era de 2,85 i el nombre mitjà de persones que vivien en cada família era de 3,3.
Per edats la població es repartia de la següent manera: un 28,5% tenia menys de 18 anys, un 7,6% entre 18 i 24, un 31,7% entre 25 i 44, un 24,2% de 45 a 60 i un 8% 65 anys o més.
L'edat mediana era de 36 anys. Per cada 100 dones de 18 o més anys hi havia 89,3 homes.
La renda mediana per habitatge era de 65.431$ i la renda mediana per família de 67.540$. Els homes tenien una renda mediana de 39.237$ mentre que les dones 36.757$. La renda per capita de la població era de 24.096$. Entorn del 4,9% de les famílies i el 6,8% de la població estaven per davall del llindar de pobresa.

## Poblacions més properes
El següent diagrama mostra les poblacions més properes.